# Norbert Hoffmann (Geistlicher, 1942)
Norbert Hoffmann (* 20. Dezember 1942 in Dingelstädt; † 15. Oktober 2018 in Gladbeck) war ein katholischer Priester und Buchautor.
Hoffmann absolvierte eine Ausbildung als Industriekaufmann und studierte nach dem Besuch des Abendgymnasiums in Bonn und Bochum Theologie. 1971 wurde er zum Priester geweiht. Danach war er als Jugendseelsorger in Gelsenkirchen und Bottrop tätig und anschließend Pastor der Gemeinde St. Josef in Gladbeck-Rentfort, die zur neu gegründeten Großpfarrei St. Lamberti Gladbeck-Mitte gehört. Er lebte zuletzt in Gladbeck. Sein literarisch bedeutendstes Werk war „Engel ohne Flügel“, welches das bewegte Leben des Bildhauers und Malers Michelangelo thematisiert.

## Schriften
- So schön hat Gott die Welt gemacht. Familiengottesdienste zu biblischen Bildern. 1986. Neuauflage: Butzon und Bercker, Kevelaer 1996, ISBN 3-7666-0008-7.
- Der kleine Esel August und andere Geschichten zur Advents- und Weihnachtszeit. Butzon und Bercker, Kevelaer 1994, ISBN 3-7666-9906-7.
- Engel ohne Flügel. Geschichten um den Bildhauer, Maler und Baumeister Michelangelo. Butzon und Bercker, Kevelaer 1988, ISBN 3-7666-9521-5.
- Wie ein Grashalm im Felsen. Glaubensgeschichten. Patmos, Düsseldorf 1985, ISBN 3-491-79255-X.
- Hochsprung am Altar und andere Geschichten aus Ullis Tagebuch. Butzon und Bercker, Kevelaer 1983, ISBN 3-7666-9290-9.
- Aus Ullis Tagebuch. Patmos, 1986, ISBN 3-491-79263-0.
- Spielend glauben lernen. Religiös motivierte Spiele mit Kinder- und Jugendgruppen. Butzon und Bercker, Kevelaer 1981, ISBN 3-7666-9115-5.
- Stufenweise. Kletterhilfen für junge Menschen. Butzon und Bercker, Kevelaer 1980, ISBN 3-7666-9126-0.